# Hôtel de ville de Royan
L'hôtel de ville de Royan est un édifice public situé dans le quartier de Pontaillac, dans la partie occidentale de la ville de Royan. Il accueille les services municipaux.

## Histoire
Lors de l'érection de Royan en commune, en 1790, la mairie est tout d'abord installée dans une maison particulière réquisitionnée pour la circonstance, avant d'être transférée ultérieurement dans une maison bourgeoise située un peu à l'écart du centre-ville. Celle-ci, édifiée par les entrepreneurs Jacques Gallet et René Janin pour un entrepreneur bordelais, est acquise par la municipalité en 1836. Ce bâtiment, situé à proximité de l'ancien couvent des Récollets (aujourd'hui disparu) se révèle vite inadapté, et est finalement détruit au cours des travaux de modernisation du centre-ville, initiés en 1927. 
Les locaux de l'hôtel de ville sont alors transférés dans les locaux du casino de Foncillon, tout comme le musée municipal.
Le bombardement du 5 janvier 1945, laissant Royan en ruines, voit la destruction de l'hôtel de ville, à l'instar de presque 85 % des constructions du centre-ville.
Lors de la reconstruction, l'édification d'un vaste hôtel de ville moderniste est évoqué. Celui-ci devait prendre place en bordure de la place Charles-de-Gaulle, à l'intersection des trois axes principaux du centre-ville. Cependant, pour des raisons de coût, le projet est abandonné. 
Il est alors demandé aux architectes Jean Bauhain et Marc Hébrard d'aménager une villa, propriété de la commune depuis 1939, afin d'en faire le nouvel hôtel de ville.

## Description
L'hôtel de ville de Royan est situé dans une ancienne villa acquise par la municipalité avant la Seconde Guerre mondiale dans le but d'en faire un collège pour jeunes filles : la villa « Les Palmiers ». Construite vers 1870, il s'agit d'un corps de bâtiment s'inspirant de l'architecture classique, bordé de deux ailes latérales, l'ensemble s'établissant à l'origine sur trois niveaux. Une couronne de balustres et une toiture en ardoises complétaient l'édifice. En 1897, une série d'adjonctions (édification d'une nouvelle aile au nord-ouest) modifia la structure du bâtiment. Les bombardements endommagèrent à leur tour la villa, qui fut privée de ses hautes toitures, remplacées par un nouvel étage maçonné en 1947.
L'hôtel de ville, entouré d'un parc, à longtemps accueilli dans ses murs le musée de Royan, aujourd'hui établi dans l'ancien marché couvert de Pontaillac. Le tribunal d'instance est quant à lui toujours installé dans une dépendance du bâtiment.

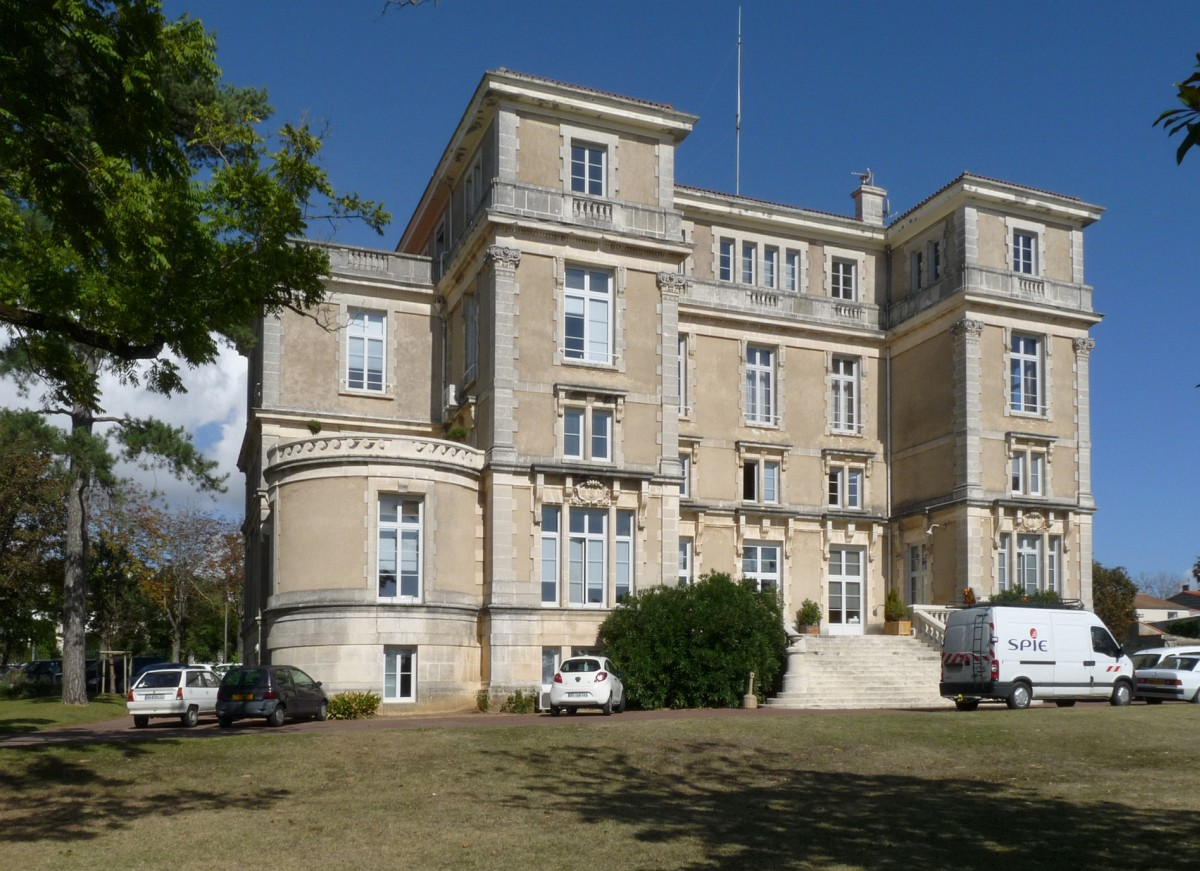